# José Vaquerizo
José Vaquerizo Relucio (Valencia, 10 de octubre de 1978) es un deportista español que compitió en bochas adaptadas. Ganó una medalla de bronce en los Juegos Paralímpicos de Pekín 2008 en la prueba de equipo mixto (clase BC1-BC2).

## Palmarés internacional
| Juegos Paralímpicos | Juegos Paralímpicos | Juegos Paralímpicos | Juegos Paralímpicos  |
| Año                 | Lugar               | Medalla             | Prueba               |
| ------------------- | ------------------- | ------------------- | -------------------- |
| 2008                | Pekín (China)       | Medalla de bronce   | Equipo BC1-BC2 mixto |